# Francisco de Oleza Le-Senne
Francisco de Oleza Le-Senne   (Palma, 1938 - Madrid, 2016) va ser un escriptor, teòleg i periodista espanyol, que va desenvolupar la seva carrera en premsa, ràdio i televisió.

## Biografia
Nascut a Palma, va estudiar Teologia en la Facultat Teològica dels Jesuïtes a Sant Cugat del Vallés, Barcelona, on es va llicenciar en 1969.
Interessat, durant anys, a esbrinar per què i per a quins l'ésser humà recorre la vida formant l'entramat espiritual que argumenta la història del món conforme a una naturalesa que es mostra commoguda per l'Esperit, va dirigir la seva recerca cap a les expressions místiques relatades per les diferents Tradicions Religioses.
Ha simultanejat les seves recerques antropològic teològiques amb l'exercici de la seva professió com a periodista, iniciada a Barcelona i Madrid. Va treballar a “La Prensa”, “Radio Popular” i “Radio Nacional de España”.
En 1970 es va incorporar a T.V.E. (Televisió Espanyola), on va dirigir o va col·laborar en diferents programes educatius, culturals, divulgatius, sempre amb la intenció d'oferir un gènere centrat en la informació.
Posteriorment va exercir els càrrecs de Coordinador de la Subdirecció de programes culturals i educatius. Delegat de la Unió Europea de Radiodifusió, va formar part de la Comissió d'Experts en programes educatius de l'O.E.R.
Director de documentació dels Serveis Informatius de TVE. Més tard va ocupar els llocs de Director de la Producció Executiva de Programes d'Actualitat dels Serveis Informatius i Subdirector dels Serveis Informatius de TVE.
Ha estat President Nacional de la Federació d'Associacions de Professionals de Ràdio i Televisió.
En 1990 se li va encarregar la direcció i presentació del programa “La Tabla Redonda”, premiat amb l'Antena de Oro de TVE. En ell va aconseguir reunir persones de prestigi nacional i internacional de diferents disciplines: filosofia, teologia, humanisme, ciència.

## Obres publicades
- “El Proceso Humano de Dios” (2014).
- “La Tabla Redonda” 	Volumen I: Técnicas de Iniciación (1994).
- “La Tabla Redonda”	Volumen II: La Divinidad Secreta (1995).
- “La Tabla Redonda”	Volumen III: El Grito del Profeta (1996).
- “Ignacio de Loyola, místico”. Capítulo en el libro “Ignacio de Loyola, Magister Artium en París 1528-1535” dirigido por Julio Caro Baroja (1991).

## Programes de televisió
- “Última Imagen”
- “Cuestión Urgente”
- “Primer Mundo”
- “Crónica 2”
- “Opinión Pública”
- “Los escritores”
- “Los pintores”
- “Nombres de ayer y de hoy”
- “Hoy por hoy”
- “Revistero”
- “Etcétera”
- “A pie, en bici o en moto”
- “Dentro de un orden”
- “La tarde con…”
- “Un verano Tal Cual”
- “La Tabla Redonda”